# Medalla del Jubileu de Plata del Rei Jordi V 1935
La Medalla del Jubileu de Plata del Rei Jordi V - 1935 (anglès: King George V's Silver Jubilee Medal 1935) és una medalla commemorativa britànica i de la Commonwealth, creada el 1935 per Jordi V.
Va ser atorgada pel Rei com a record personal per commemorar el Jubileu de Plata del Regnat (1911-1935).
La medalla va ser atorgada per tot l'Imperi a membres de les Forces Armades i oficials de l'Estat, oficials i serfs de la Casa Reial, ministres, oficials del govern, batlles, funcionaris de l'estat i governs locals.
Va ser atorgada en 85.234 ocasions.
No hi ha barres per a aquesta medalla.

## Disseny
Una medalla de plata de 32mm de diàmetre. A l'anvers apareixen els busts coronats del Rei Jordi V i la Reina Maria, portant robes d'Estat. Al voltant hi ha la inscripció GEORGE V AND QUEEN MARY MAY VI MCMXXXV (Jordi V i Reina Maria – 6 de Maig 1935). Al revers apareix el monograma reial coronat amb la data de la coronació a l'esquerra (6 de maig de 1910) i la del jubileu a la dreta (6 de maig de 1935).
Penja d'una cinta vermella, amb una franja blanca entre dues blaves als costats.